# 크리올 언어

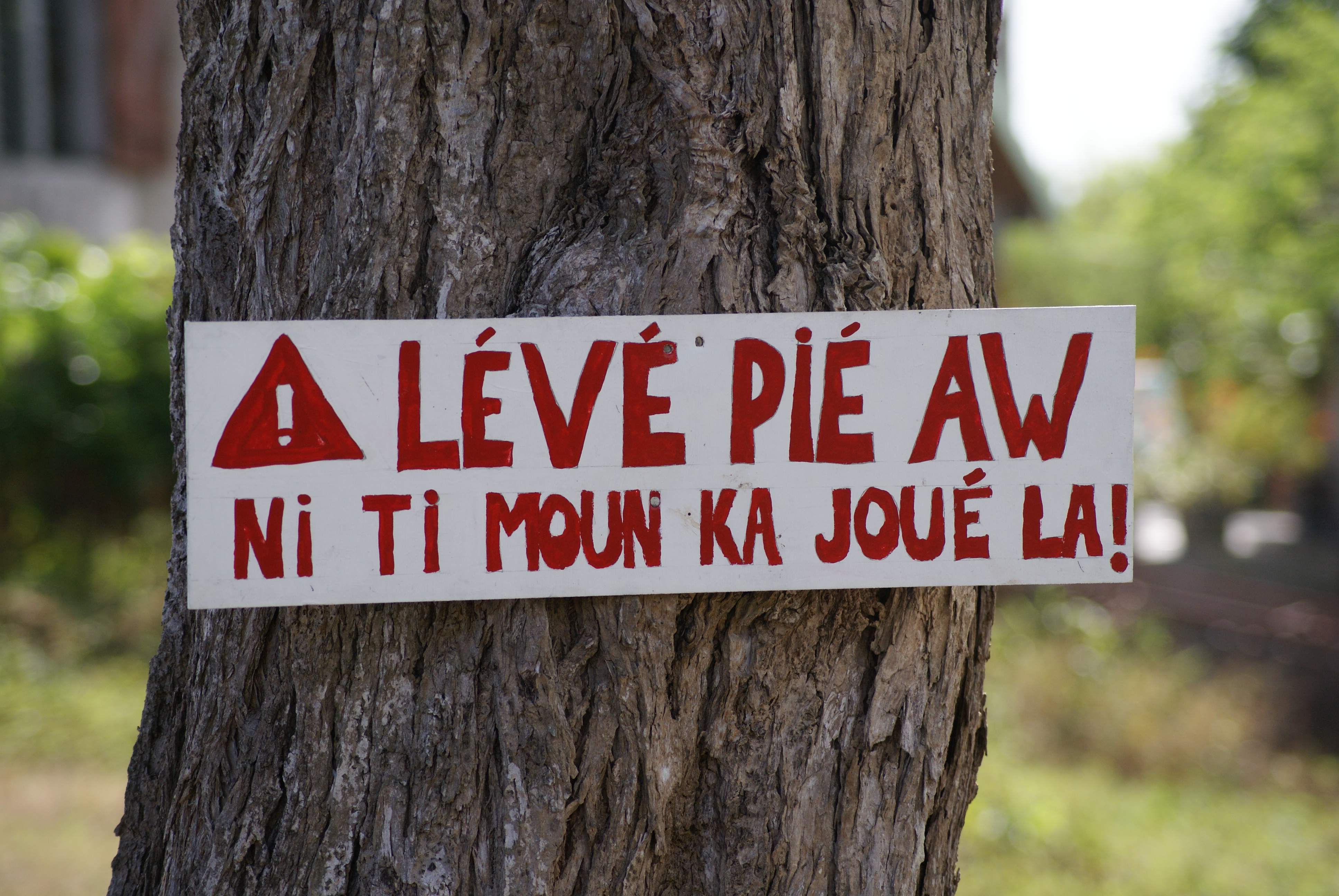
2010년 아메리카 카리브해의 과들루프의 안틸레스 크리올 교통 표지판에 Lévé pié aw / Ni ti moun ka joué la!라고 적혀 있는데, 문자 그대로는 "발을 들어 올리세요(즉, 속도를 줄이세요). 아이들이 여기서 놀고 있어요!"로 번역된다.

크레올(프랑스어: créole) 또는 크리오요(스페인어: criollo) 또는 크리올로(포르투갈어: crioulo) 또는 크리올(영어: creole) 또는 크리올 언어(영어: creole language)은 피진(서로 의사소통되지 않는 언어를 쓰는 사람들 사이에서 상인 등에 의하여 자연스레 형성된 혼성 언어)이 그 사용자들의 자손들을 통하여 모어화된 언어를 말한다. 크레올이 공용어나 공통어로서 인정되는 나라들도 있는데 파푸아뉴기니의 톡 피신 및 히리 모투, 솔로몬 제도의 솔로몬 제도 피진어, 바누아투의 비슬라마 등이 대표적이다. 크레올은 피진의 단순함을 넘어서 시제, 진행형 뿐 아니라 일반적인 형태의 조어법까지 생기는 등 언어의 복잡한 현상을 다수 드러낸다.
크리올이라는 이름은 신대륙 발견 뒤 아메리카 대륙에서 태어난 에스파냐인의 자손을 일컫는 크리오요(스페인어: criollo)에서 비롯하였다.

## 역사

### 어원
영어 단어 creole은 프랑스어 créole에서 유래했으며, 이는 스페인어 단어 criollo와 포르투갈어 crioulo와 동격어이며, 모두 동사 criar(번식시키거나 키우다)에서 파생되었고, 모두 라틴어 creare(생산하다, 창조하다)에서 유래되었다. 이 용어의 구체적인 의미는 16세기와 17세기에 만들어졌는데, 이는 유럽의 해상력과 무역이 크게 확장되면서 다른 대륙에 유럽 식민지가 건설되게 된 시기였다.

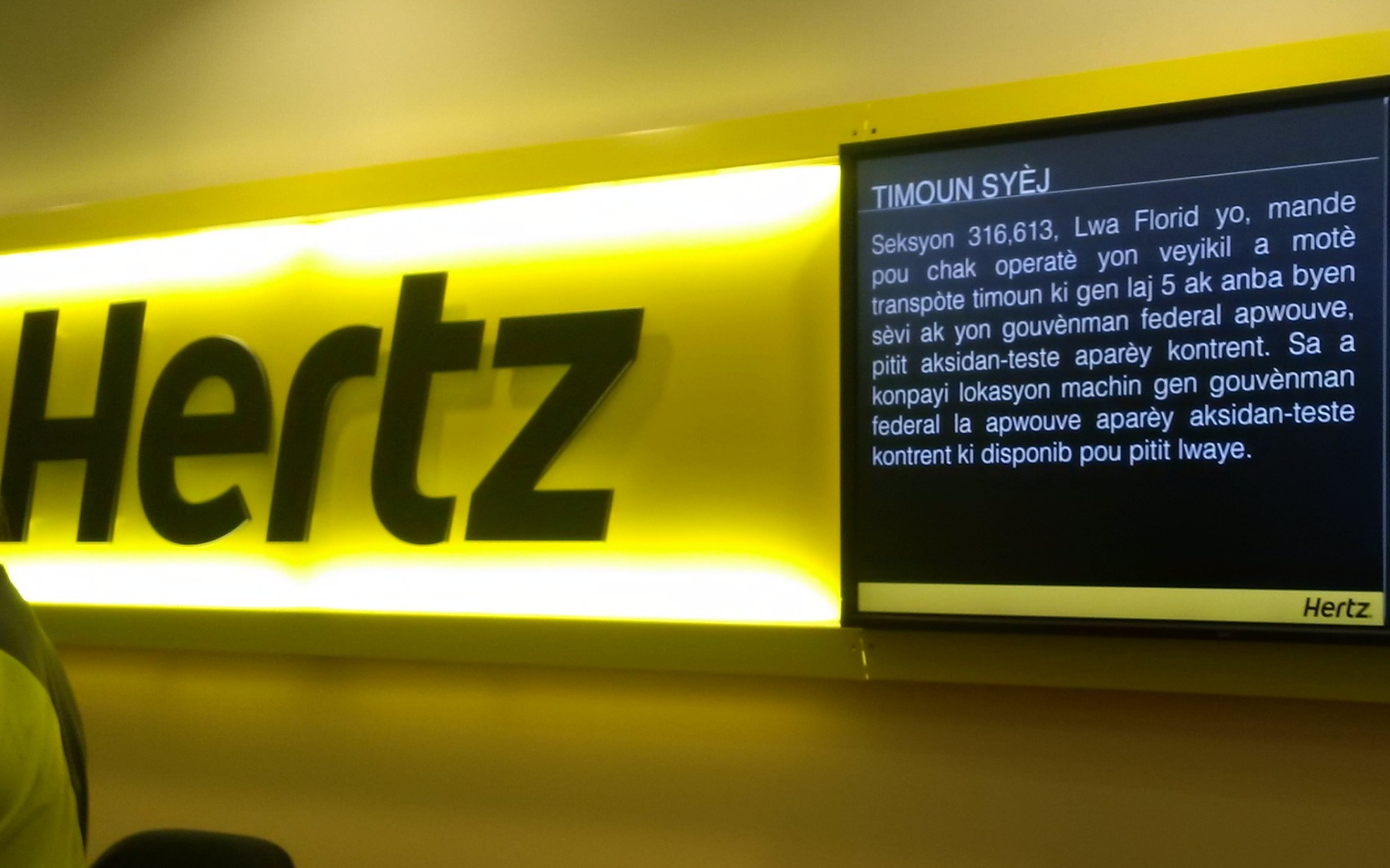
2014년 미국 플로리다의 렌터카 카운터에서 사용되는 아이티 크리올어

## 같이 보기
- 양층언어
- 링구아 프랑카
- 니카라과 수화
- 아이티 크리올
- 크리올 (동음이의)